# História dos palestinos

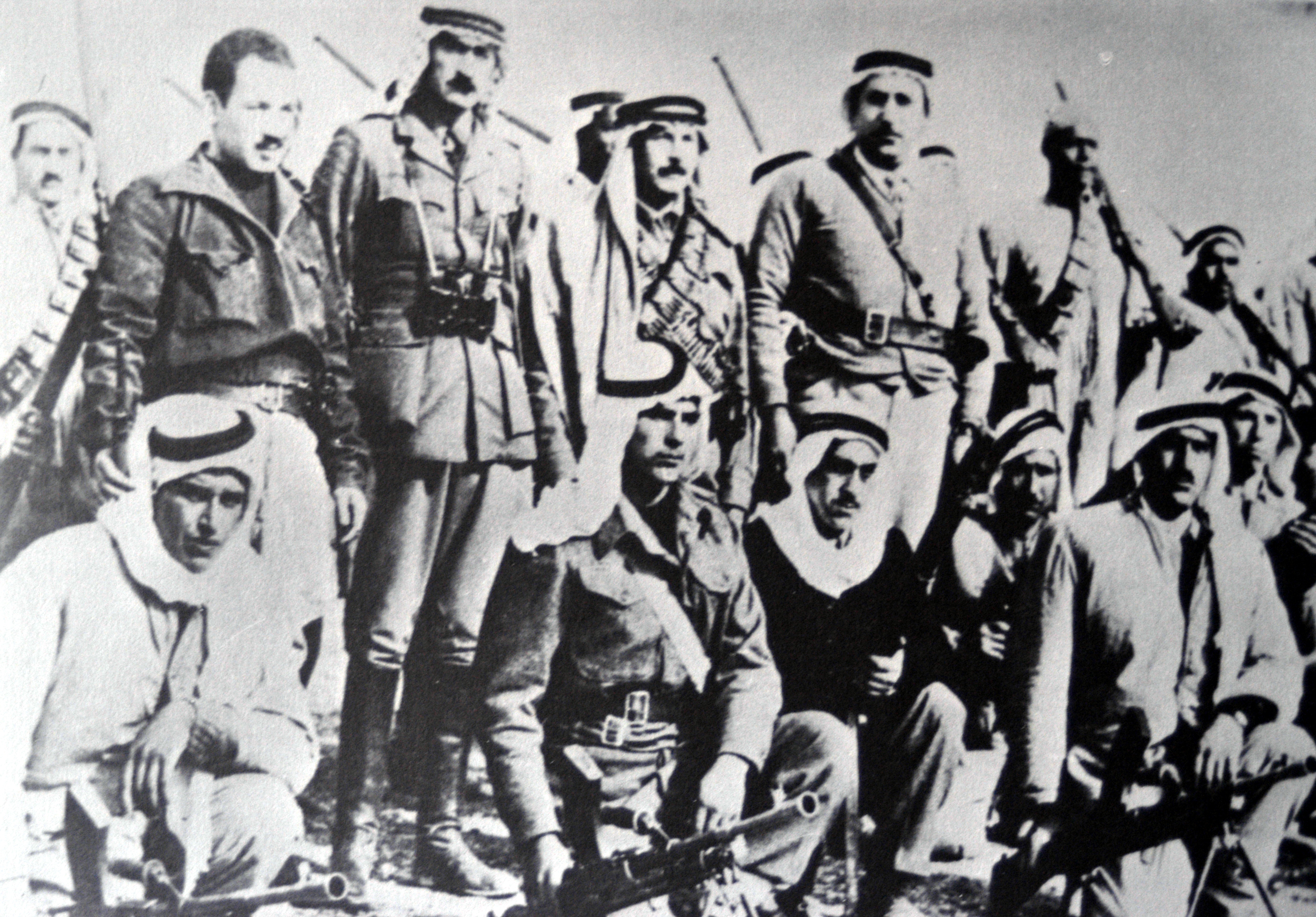
No início de janeiro de 1948, Abd al-Qadir al-Husseini retornou à Palestina após um exílio de dez anos e começou a organizar a resistência palestina à partição forçada da Palestina. Ele é visto aqui (em pé no centro) com assessores e irregulares palestinos, distrito de Jerusalém, fevereiro de 1948.

O povo palestino (em árabe: الشعب الفلسطيني, ash-sha'ab il-filastini) é um povo de língua árabe com origens familiares na região da Palestina. Desde 1964, eles são chamados de palestinos (em árabe: الفلسطينيين, al-filastiniyyin), mas antes disso eram geralmente chamados de árabes palestinos (em árabe: العربي الفلسطيني, al-'arabi il-filastini). Durante o período do Mandato Britânico, o termo palestino também foi usado para descrever a comunidade judaica que vivia na Palestina. O jornal de língua árabe Filastin foi fundado em 1911 por cristãos palestinos.

## Durante os otomanos (1834-1919)

### Nascimento do sentimento nacionalista
Antes do desmembramento do Império Otomano, a população da área que compreende o moderno Israel, a Cisjordânia e a Faixa de Gaza não era exclusivamente muçulmana. Sob o domínio do império em meados do século XVI, havia cerca de 5% de judeus palestinos. Em meados do século XIX, fontes turcas registaram que 80% da população de 600.000 habitantes era identificada como muçulmana, 10% como árabe cristã e 5–7% como judia -árabe.
Sob os otomanos, a população árabe da Palestina se via principalmente como súditos otomanos. Kimmerling e Migdal consideram a revolta dos árabes na Palestina em 1834 como o primeiro evento formativo do povo palestino. Na década de 1830, a Palestina foi ocupada pelo vassalo egípcio dos otomanos, Muhammad Ali e seu filho Ibrahim Paxá. A revolta foi precipitada pela resistência popular contra fortes demandas por recrutas. Os camponeses estavam bem cientes de que o recrutamento era nada menos do que uma sentença de morte. A partir de maio de 1834, os rebeldes tomaram muitas cidades, entre elas Jerusalém, Hebrom e Nablus. Em resposta, Ibrahim Pasha enviou seu exército, derrotando finalmente os últimos rebeldes em 4 de agosto em Hebron. No entanto, os árabes na Palestina permaneceram parte de um movimento nacional pan-islâmico ou pan-árabe.

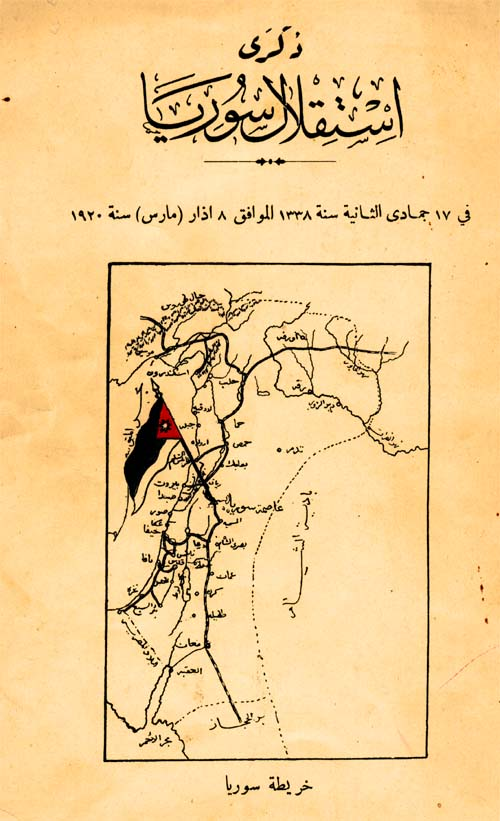
Livro da Independência da Síria (ذِكْرَى اِسْتِقْلَال سُوْرِيَا), mostrando as fronteiras declaradas do Reino da Síria, declara a data da Declaração de Independência em 8 de março de 1920

Em 1882 a população era de aproximadamente 320.000 pessoas, 25.000 das quais eram judias. Alguns deles eram judeus árabes e nas obras narrativas dos árabes na Palestina no final do período otomano – como evidenciado nas autobiografias e diários de Khalil Sakakini e Wasif Jawhariyyeh – os judeus “nativos” eram muitas vezes referidos como abnaa al-balad (filhos do país), 'compatriotas', ou árabe Yahud awlad  ("judeus, filhos de árabes").  Muito pouca cultura judaica palestina sobreviveu fora da Palestina. Os judeus viviam na Europa há mais de dois mil anos, com uma população da Europa de cerca de 9,5 milhões em 1933. Esse número representava mais de 60% da população judaica do mundo, estimada em 15,3 milhões. A maioria dos judeus europeus residia na Europa Oriental, com cerca de 5 1/2 milhões de judeus vivendo na Polônia e Ucrânia (a União Soviética).  No século XXI, cerca de 42% de todos os judeus em todo o mundo vivem no moderno estado de Israel. Um pequeno número de judeus vive nesta região há gerações, traçando seus ancestrais há milhares de anos, com a maioria retornando no século passado.
No início do século XX, surgiu um "patriotismo palestino local e específico". A identidade palestina cresceu progressivamente. Em 1911, o jornal chamado Falastin foi estabelecido em Jaffa por cristãos palestinos e as primeiras organizações nacionalistas palestinas apareceram no final da Primeira Guerra Mundial. Surgiram duas facções políticas. al-Muntada al-Adabi, dominada pela família Nashashibi, militava pela promoção da língua e cultura árabes, pela defesa dos valores islâmicos e por uma Síria e Palestina independentes. Em Damasco, al-Nadi al-Arabi, dominado pela família Husayni, defendia os mesmos valores.
Em janeiro de 1919, o Primeiro Congresso Palestino foi realizado em Jerusalém para coincidir com a Conferência de Paz de Paris. A presença na Conferência de Chaim Weizmann, que apresentou reivindicações sionistas, foi um gatilho para a convocação do Primeiro Congresso Palestino, a fim de apresentar contra-alegações árabes e palestinas na Conferência. Quando o Primeiro Congresso Palestino emitiu seu manifesto antissionista rejeitando a imigração sionista, deu as boas-vindas aos judeus "entre nós que foram arabizados, que vivem em nossa província desde antes da guerra; eles são como nós, e as suas lealdades são nossas."  De acordo com Benny Morris, o nacionalismo árabe palestino como um movimento distinto apareceu entre abril e julho de 1920, após os distúrbios de Nebi Musa, a conferência de San Remo e o fracasso de Faiçal em estabelecer o Reino da Grande Síria.

### Sionismo

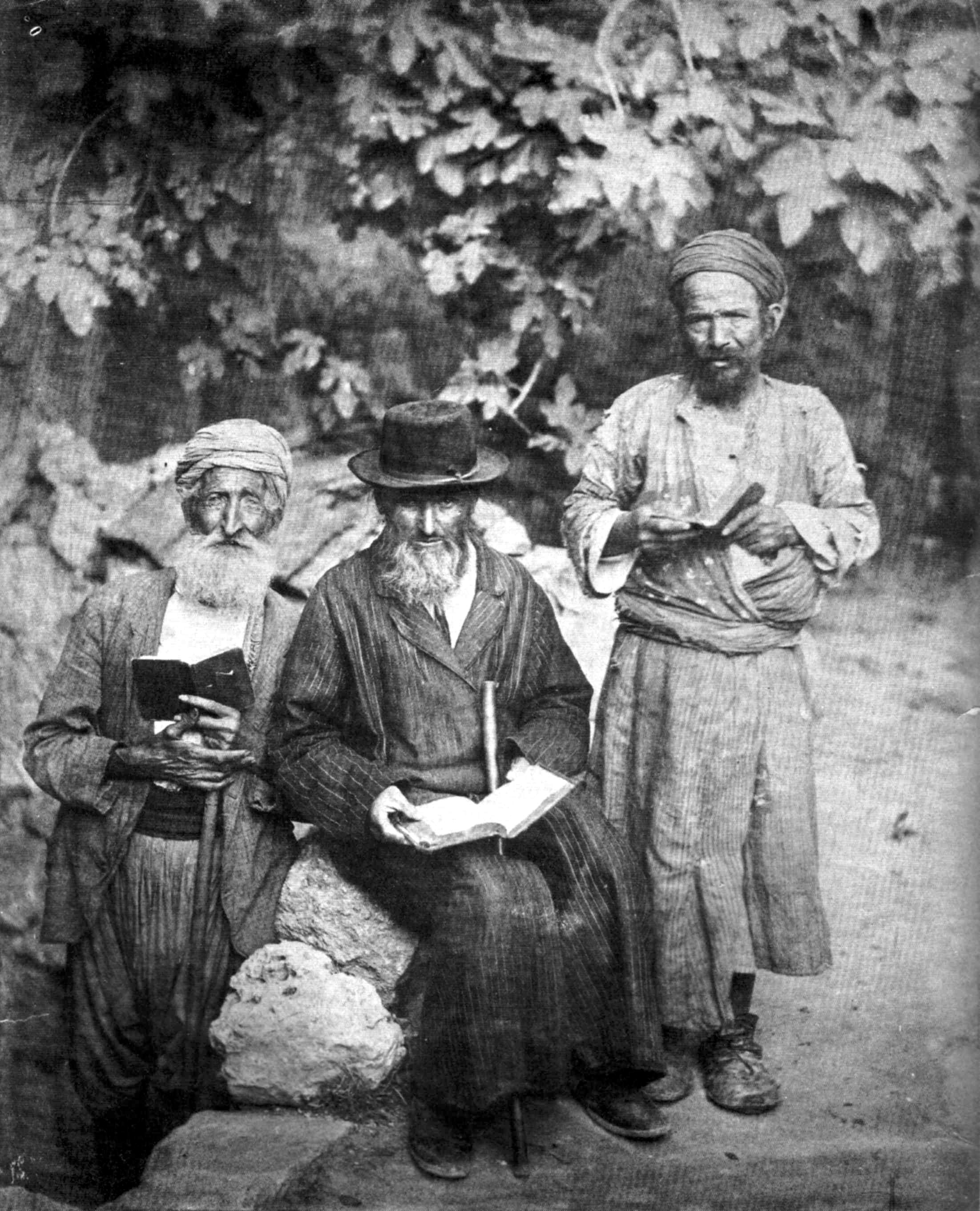
Grupo de judeus idosos (entre 1898 e 1934)

Os judeus imigrantes chegaram em grupos que haviam sido reunidos ou recrutados. A maioria desses grupos havia sido organizada nas áreas da Romênia e da Rússia na década de 1880. A migração de judeus da Rússia se correlaciona com o fim dos pogroms russos, com cerca de 3% dos judeus emigrando da Europa para a Palestina. Os grupos que chegaram à Palestina por volta dessa época foram chamados Hibbat Tziyon, que é uma palavra hebraica que significa "amor por Sião". Eles também foram chamados de Hovevei Zion ou "entusiastas de Sião" pelos próprios membros dos grupos. Embora esses grupos expressassem interesse e "gosto" pela Palestina, eles não eram suficientemente fortes em número para abranger todo um movimento de massa como apareceria mais tarde em outras ondas de migração.
Ao longo da primeira década do movimento sionista, houve vários casos em que algumas figuras sionistas apoiaram um estado judeu em lugares fora da Palestina, como Uganda e Argentina. Quando o sionismo começou a se enraizar entre as comunidades judaicas na Europa, muitos judeus emigraram para a Palestina e estabeleceram assentamentos lá. Quando os árabes palestinos se interessavam nos sionistas, geralmente presumiam que o movimento fracassaria. Entre 1882 e 1903,  somente aproximadamente 35.000 judeus imigraram para a Palestina otomana, e o movimento sionista, em 1905, recusou a oferta britânica de, segundo Adam Rovner, "dirigir todos os futuros esforços de colonização exclusivamente para a Palestina". Nos 10 anos seguintes, outros 10.000 imigraram para a Palestina.
Após a revolução dos Jovens Turcos em 1908, o nacionalismo árabe cresceu rapidamente na área e a maioria dos nacionalistas árabes considerava o sionismo uma ameaça. Embora já houvesse protestos árabes às autoridades otomanas na década de 1880 contra a venda de terras a judeus estrangeiros, a oposição mais séria começou na década de 1890, depois que todo o escopo do empreendimento sionista se tornou conhecido.  Havia uma sensação geral de ameaça. Este sentido foi intensificado nos primeiros anos do século XX por tentativas sionistas de desenvolver uma economia da qual os árabes foram amplamente excluídos, como o movimento "trabalho hebreu" (em hebraico:  עבודה עברית) que fez campanha contra o emprego de mão de obra árabe barata. A criação do Mandato Britânico da Palestina em 1918 e a Declaração Balfour, de 1917,  aumentaram muito os temores árabes.
A Declaração Balfour, segundo Zena al Tahhan, foi emitida a partir de um raciocínio antissemita europeu, de que dar a Palestina aos judeus seria uma solução para o “problema judaico”. Também obteria o controle sobre a Palestina, que era um interesse imperial estratégico para manter o Egito e o Canal de Suez dentro da esfera de influência da  Grã-Bretanha.

### Revolta Árabe

A bandeira da revolta árabe contra o Império Otomano é um símbolo proeminente do nacionalismo árabe. Seu design e cores são a base da bandeira palestina e de muitas das bandeiras dos estados árabes.

A Revolta Árabe de 1916 a 1918) iniciada por Huceine ibne Ali, Xarife de Meca com o intuito de conseguir independência dos Turcos Otomanos (no contexto do teatro de operações do Oriente Médio da Primeira Guerra Mundial), e criar um único estado árabe unificado desde Alepo, na Síria, até Áden, no Iémen. Os árabes receberam vasto apoio dos britânicos e franceses, que prometeram, após a guerra, conceder independência aos reinos locais. Os árabes lutaram por quatro anos, sofrendo pesadas baixas, mas conseguiram sangrar os otomanos. 
Começou em janeiro de 1915, a campanha do Sinai e da Palestina quando os otomanos tentaram tomar dos britânicos o Canal de Suez, no Egito, provocando uma resposta dos Aliados. Os combates na região do Sinai, e posteriormente na Palestina, seguiram os moldes da Frente Ocidental na Europa, com guerra de trincheiras, movimentações lentas e ações pontuais, culminando em grandes ofensivas perto do final do conflito. Os europeus receberam auxílio dos árabes para lutar contra os otomanos, prometendo independência e autonomia no pós-guerra (uma promessa que não seria cumprida, com a assinatura do Acordo Sykes-Picot). A Revolta Árabe acabou sendo de grande valia no esforço na guerra. A partir de 1916-1917, os britânicos e seus aliados começaram a ver mais vitórias, forçando o recuo dos turcos. A Alemanha e o Império Austro-Húngaro enviaram homens e suprimentos para ajudar os otomanos, mas o curso da guerra seguiu desfavorável a eles. Ao final de 1917, a campanha no Sinai foi praticamente encerrada. Os britânicos e suas tropas coloniais avançaram sobre o Vale do Jordão, dando início a uma série de batalhas na Palestina. Enquanto isso, os árabes tomaram o importante porto de Aqaba. Ainda assim, entre fevereiro e outubro de 1917, um impasse se seguiu. Porém, em dezembro de 1917, após a conquista de Bersebá e Gaza, Jerusalém foi tomada pelos britânicos. Dois meses depois, a cidade de Jericó também é ocupada pelos Aliados. Perto do fim da guerra, em 1918, mesmo com boa parte dos recursos militares focados na Europa, os Aliados conseguiram manter suas ofensivas, triunfando na Batalha de Megido e depois conquistando Damasco.  A luta terminou em outubro de 1918 com a assinatura do Tratado de Sèvres. Apesar da capitulação otomana, os europeus traíram suas promessas feitas aos árabes e iniciaram a ocupação da região do Oriente Médio, como haviam acertado em um acordo secreto assinado em 1916.

### Escritos contemporâneos
H.G.Wells, em Outline of History, observa o seguinte sobre essa região geográfica e a turbulência dos anos 1920:
Foi claramente uma fonte de força para eles [turcos], em vez de fraqueza, que eles foram completamente isolados de seu conflito ineficaz de longa data com os árabes. A Síria, a Mesopotâmia, estavam inteiramente separadas do domínio turco. A Palestina tornou-se um estado separado dentro da esfera britânica, designada como um lar nacional para os judeus. Uma enxurrada de imigrantes judeus pobres invadiu a terra prometida e rapidamente se envolveu em sérios conflitos com a população árabe local. Os árabes foram consolidados contra os turcos e inspirados com uma concepção de unidade nacional através dos esforços de um jovem estudioso de Oxford, o coronel Lawrence.  Seu sonho de um reino árabe com sua capital em Damasco foi rapidamente destruído pela fome dos franceses e britânicos por território mandatado, e no final seu reino árabe encolheu para o reino do deserto de Hedjaz e vários outros pequenos e inseguros imamates, emirados e sultanatos. Se alguma vez eles estiverem unidos e lutarem pela civilização, não será sob os auspícios ocidentais. 
 H.G.Wells Outline of History (1920)

## Mandato Britânico (1920-1947)

### Direitos políticos dos árabes palestinos
Os árabes palestinos se sentiram ignorados pelos termos do Mandato. Embora no início do Mandato eles constituíssem uma maioria de 90% da população, o texto apenas se referia a eles como "comunidades não judaicas" que, embora tivessem direitos civis e religiosos, não tinham direitos nacionais ou políticos. No que diz respeito à Liga das Nações e aos britânicos, os árabes palestinos não eram um povo distinto. Em contraste, o texto incluía seis artigos (2, 4, 6, 7, 11 e 22) com obrigações para o poder mandatário de promover e sustentar um "lar nacional" para o povo judeu. Além disso, um órgão representativo do povo judeu, a Agência Judaica, foi reconhecido.
A liderança árabe palestina pressionou repetidamente os britânicos a conceder-lhes direitos nacionais e políticos como governo representativo, lembrando os britânicos dos Quatorze Pontos do presidente Wilson, o Pacto da Liga das Nações e as promessas britânicas durante a Primeira Guerra Mundial. Os britânicos, no entanto, fizeram da aceitação dos termos do Mandato uma pré-condição para qualquer mudança na posição constitucional dos árabes palestinos. Para os árabes palestinos isso era inaceitável, pois achavam que isso seria "auto-assassinato". Embora a Câmara dos Lordes na Grã-Bretanha tenha votado contra a aceitação do mandato em junho, a Câmara dos Comuns o endossou em 4 de julho por 292 a 35 votos após um discurso de apoio do secretário colonial, Winston Churchill. O presidente dos EUA, Warren Harding, enviou suas saudações à convenção da Organização Sionista Americana na Filadélfia, em 25 de junho de 1922, que pediu aos britânicos que permitissem que os sionistas “prosseguissem … no trabalho de construção do Lar Nacional Judaico” na Palestina Obrigatória.
Durante todo o período entre guerras, os britânicos, apelando para os termos do Mandato, que eles mesmos haviam projetado, rejeitaram o princípio da regra da maioria ou qualquer outra medida que daria a uma maioria árabe palestina controle sobre o governo da Palestina.  Houve também um contraste com outros Mandatos de Classe A. Em 1932, o Iraque era independente, e a Síria, o Líbano e a Transjordânia tinham parlamentos nacionais, funcionários do governo árabe até o posto de ministro e poder substancial nas mãos dos árabes. Em outros países árabes também havia estruturas estatais indígenas, exceto em alguns países como Líbia e Argélia, que, como a Palestina, estavam sujeitos a programas de colonização em grande escala.
Não ter um corpo de representantes reconhecido era uma séria desvantagem para os árabes palestinos em comparação com os sionistas. A Agência Judaica tinha direito a representação diplomática, por exemplo, em Genebra perante a Comissão de Mandatos Permanentes da Liga das Nações, enquanto os árabes palestinos tiveram que ser representados pelos britânicos.

### Desenvolvimento
Rashid Khalidi fez uma comparação entre o Yishuv, a comunidade judaica na Palestina, e os árabes palestinos, por um lado, e entre os árabes palestinos e outros árabes, por outro. De 1922 a 1947 a taxa de crescimento anual do setor judaico da economia foi de 13,2%, principalmente devido à imigração e capital estrangeiro, enquanto a do árabe foi de 6,5%. Per capita esses números foram de 4,8% e 3,6%, respectivamente. Em 1936, o setor judaico havia eclipsado o árabe, e os indivíduos judeus ganhavam 2,6 vezes mais do que os árabes. Em comparação com outros países árabes, os  árabes palestinos ganhavam um pouco melhor.  Em termos de capital humano houve uma diferença enorme. Por exemplo, as taxas de alfabetização em 1932 eram de 86% para os judeus contra 22% para os árabes palestinos, mas a alfabetização árabe estava aumentando constantemente. A este respeito, os árabes palestinos compararam favoravelmente ao Egito e à Turquia, mas desfavoravelmente ao Líbano.  Na escala do Índice de Desenvolvimento Humano da ONU determinado para cerca de 1939, de 36 países, judeus palestinos foram colocados em 15º, árabes palestinos em 30º, Egito em 33º e Turquia em 35º.[19] Os judeus na Palestina eram principalmente urbanos, 76,2% em 1942, enquanto os árabes eram principalmente rurais, 68,3% em 1942. No geral, Khalidi conclui que a sociedade árabe palestina, embora superada pelo Yishuv, era tão avançada quanto qualquer outra sociedade árabe na região e consideravelmente mais do que várias.

### Liderança palestina

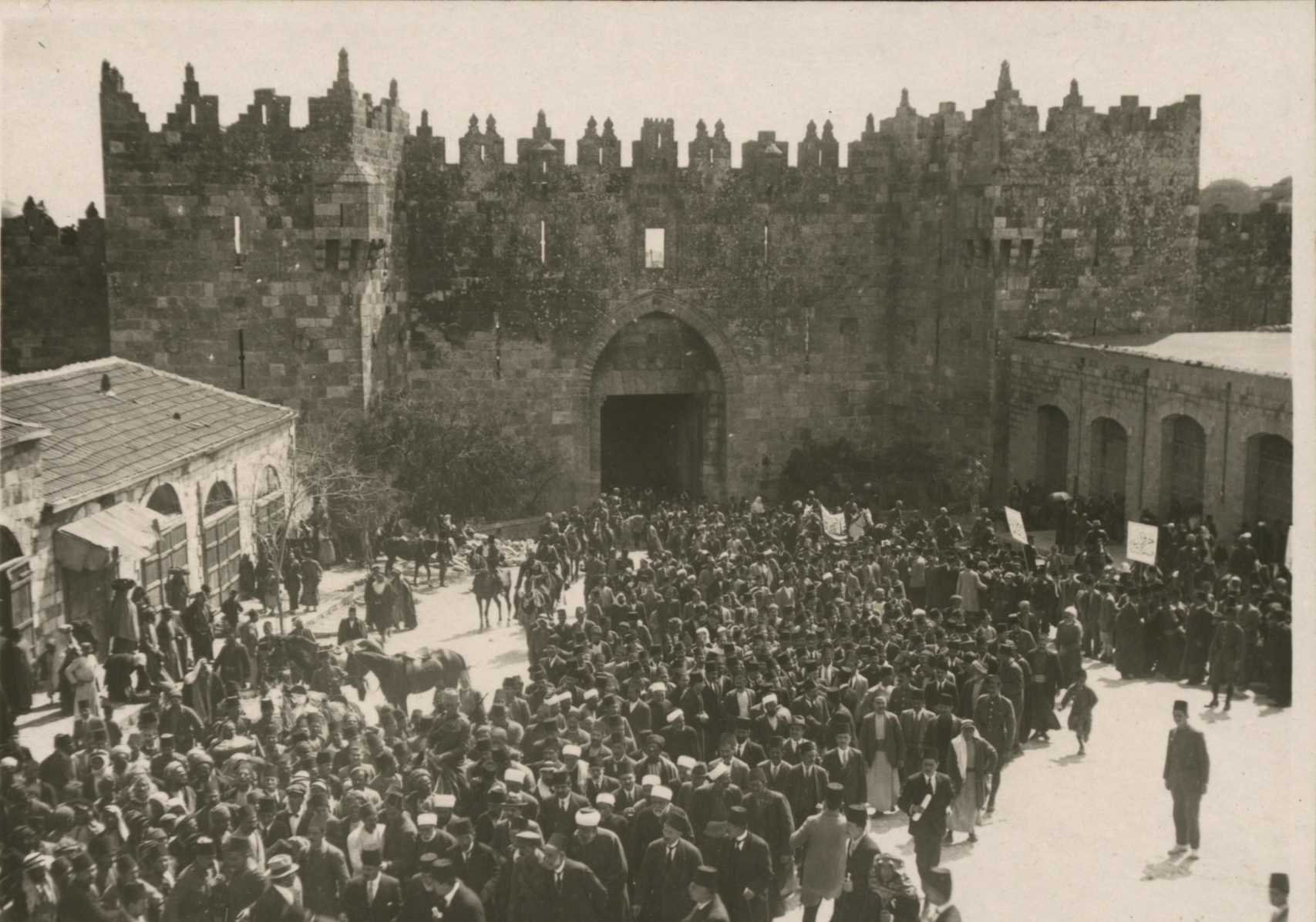
Manifestação antissionista no Portão de Damasco do dia 8 de março de 1920.

Os árabes palestinos eram liderados por dois campos principais. Os Nashashibis, liderados por Raghib al-Nashashibi, que foi prefeito de Jerusalém de 1920 a 1934, eram moderados que buscavam o diálogo com os britânicos e os judeus. Os Nashashibis foram ofuscados pelos al-Husaynis que passaram a dominar a política árabe-palestina nos anos anteriores a 1948. Os al-Husaynis, como a maioria dos nacionalistas árabes, negavam que os judeus tivessem quaisquer direitos nacionais na Palestina.  
Os britânicos concederam aos árabes palestinos uma liderança religiosa, mas sempre a mantiveram dependente.  O cargo de Mufti de Jerusalém, tradicionalmente limitado em autoridade e escopo geográfico, foi remodelado no de Grande Mufti da Palestina. Além disso, um Conselho Supremo Muçulmano (SMC) foi estabelecido e recebeu vários deveres, como a administração de doações religiosas e a nomeação de juízes religiosos e muftis locais. Nos tempos otomanos, esses deveres foram cumpridos pela burocracia em Istambul.  Ao governar os árabes palestinos, os britânicos preferiram lidar com as elites, em vez de com formações políticas enraizadas nas classes médias ou baixas. Por exemplo, eles ignoraram o Congresso Árabe da Palestina. Os britânicos também tentaram criar divisões entre essas elites. Por exemplo, eles escolheram Amin al-Husayni para se tornar Grande Mufti, embora ele fosse jovem e tivesse recebido o menor número de votos dos líderes islâmicos de Jerusalém.  Amin al-Husayni era um primo distante de Musa al-Husayni, o líder do Congresso Árabe da Palestina. De acordo com Khalidi, ao nomear um parente mais jovem, os britânicos esperavam minar a posição de Musa Kazim. De fato, eles permaneceram rivais até a morte de Musa Kazim em 1934. Outro dos rivais do mufti, Raghib Bey al-Nashashibi, já havia sido nomeado prefeito de Jerusalém em 1920, substituindo Musa Kazim, que os britânicos removeram após os distúrbios de Nabi Musa de 1920, durante o qual ele exortou a multidão a dar seu sangue pela Palestina. Durante todo o período do Mandato, mas especialmente durante a segunda metade, a rivalidade entre o mufti e al-Nashashibi dominou a política palestina.

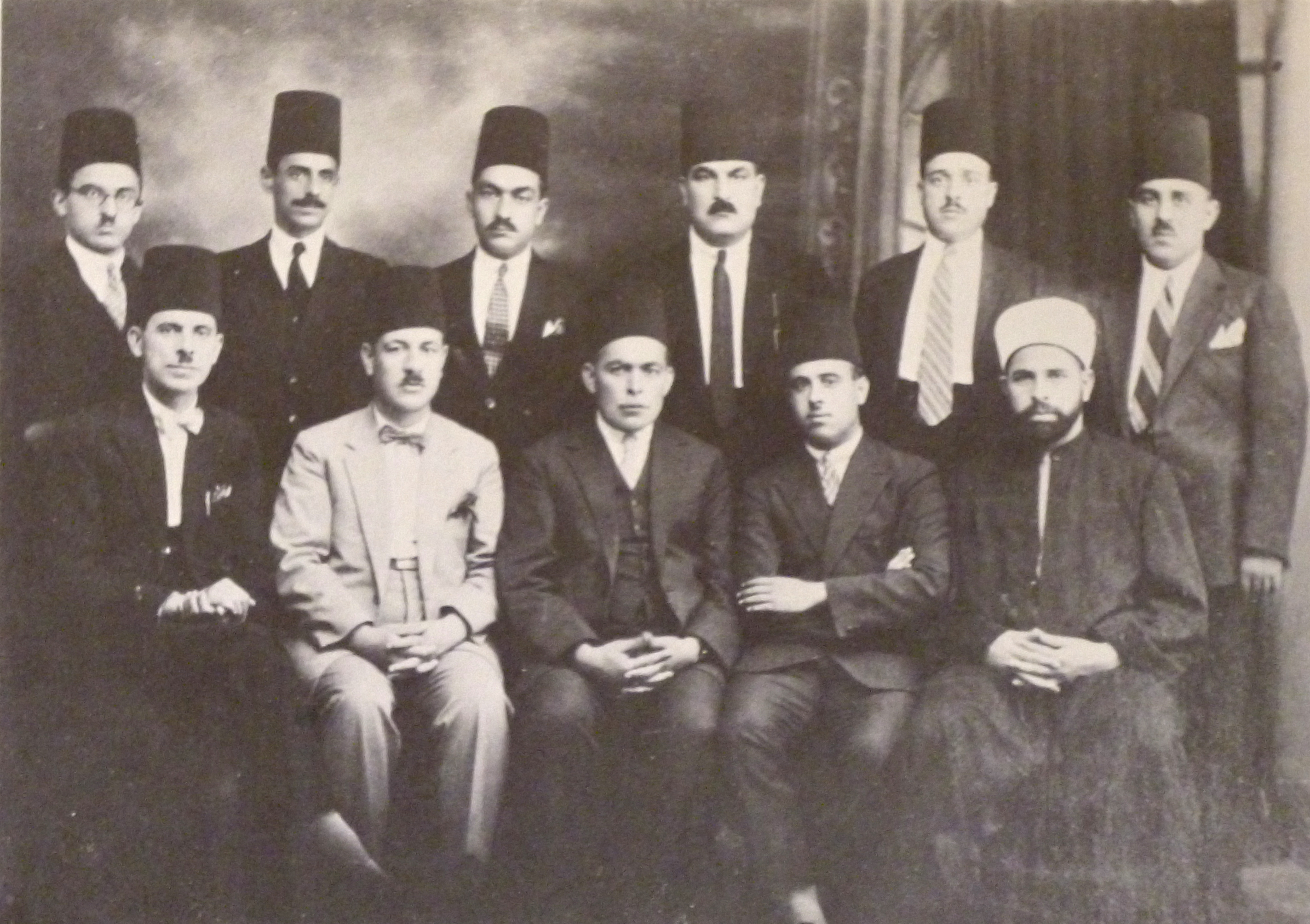
A jovens da Associação Muçulmana dos Jovens. (1928)

Muitos notáveis dependiam dos britânicos para sua renda. Em troca de seu apoio aos notáveis, os britânicos exigiram que eles apaziguassem a população. De acordo com Khalidi, isso funcionou admiravelmente bem até meados da década de 1930, quando o mufti foi empurrado para uma séria oposição por uma explosão popular. Depois disso, o mufti tornou-se o inimigo mortal dos britânicos e dos sionistas.  De acordo com Khalidi, antes de meados da década de 1930, os notáveis das facções al-Husayni e al-Nashashibi agiam como se, simplesmente continuando a negociar com os britânicos, pudessem convencê-los a conceder aos palestinos seus direitos políticos. 
A população árabe considerava ambas as facções ineficazes em sua luta nacional, vinculadas e dependentes da administração britânica. Khalidi atribui o fracasso dos líderes palestinos em obter apoio de massa à sua experiência durante o período otomano, quando faziam parte da elite dominante e estavam acostumados a comandar. A ideia de mobilizar as massas era completamente estranha para eles.
Já havia tumultos, ataques e massacres de judeus em 1921 e 1929. Durante a década de 1930, o descontentamento popular dos árabes palestinos com a imigração judaica e a crescente falta de terras árabes cresceu. No final da década de 1920 e início da década de 1930, várias facções da sociedade palestina, especialmente da geração mais jovem, ficaram impacientes com as divisões internas e ineficácia da elite palestina e se engajaram no ativismo antibritânico e antissionista de base organizado por grupos como a Associação Muçulmana de Moços (Young Men's Muslim Association).  Houve também apoio para o crescimento da influência do Partido da Independência radical nacionalista (Hizb al-Istiqlal), que pediu um boicote dos britânicos à maneira do Partido do Congresso Indiano. Alguns até foram para as colinas para lutar contra os britânicos e os sionistas. A maioria dessas iniciativas foi contida e derrotada por notáveis a soldo da Administração Mandatória, particularmente o mufti e seu primo Jamal al-Husayni.  A geração mais jovem também formou a espinha dorsal da organização da greve geral de seis meses de 1936, que marcou o início da grande revolta palestina. De acordo com Khalidi, este foi um levante popular, que acabou sendo adotado pela antiga liderança palestina, cuja "liderança inepta ajudou a condenar esses movimentos também".

### A Grande Revolta Árabe (1936-1939)

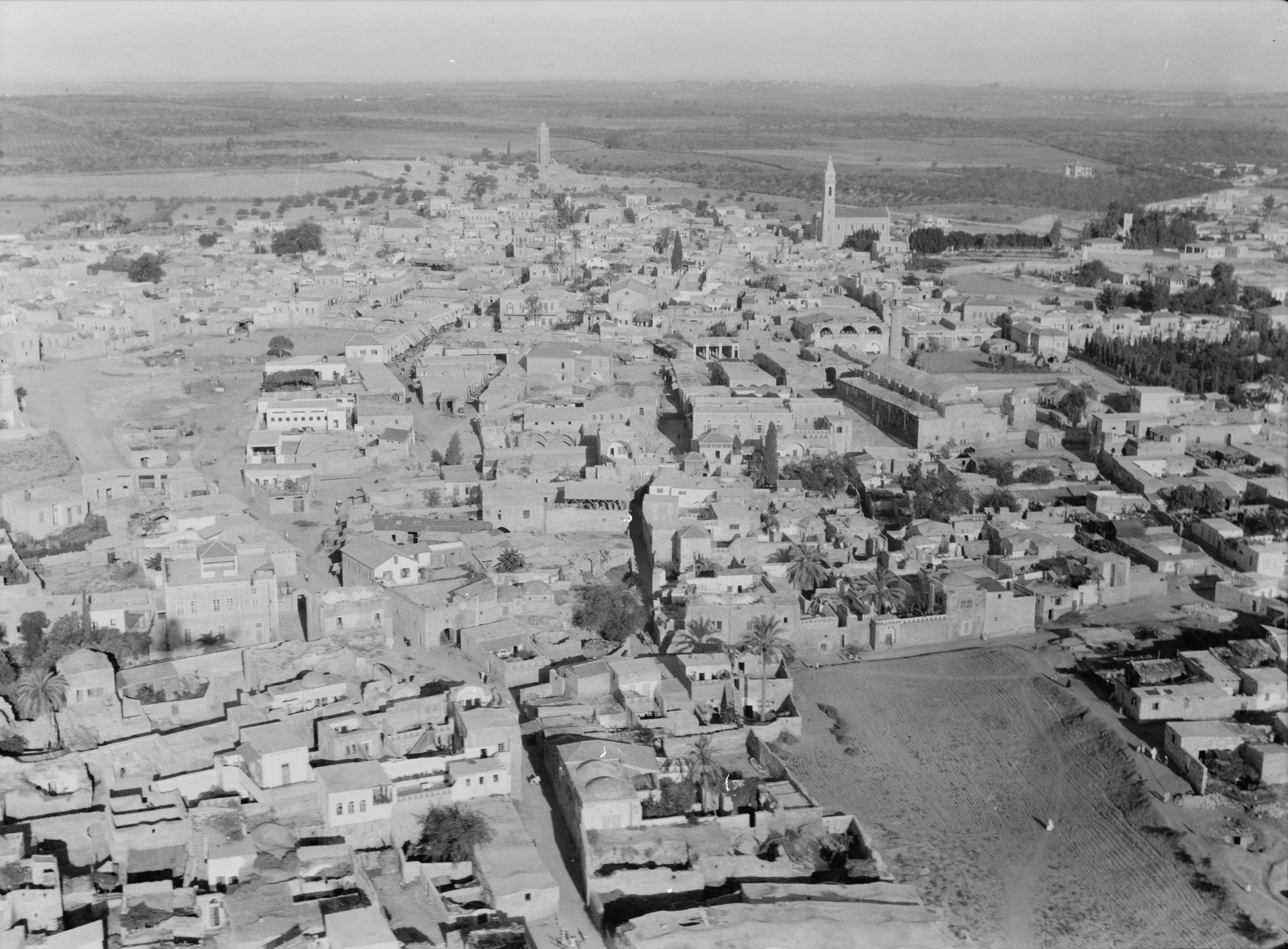
Vistas aéreas de Arimatéia, Palestina (1932)

A morte do xeque Izz ad-Din al-Qassam nas mãos da polícia britânica perto de Jenin em novembro de 1935 gerou indignação generalizada e grandes multidões acompanharam o corpo de Qassam até o túmulo em Haifa. Alguns meses depois, em abril de 1936, estourou uma greve geral nacional árabe. Isso durou até outubro de 1936. Após a greve, uma das mais longas greves anticoloniais, a violência diminuiu por cerca de um ano, enquanto os britânicos enviaram a Comissão Peel para investigar.
Em 1937, a Comissão Peel propôs uma divisão entre um pequeno estado judeu, com a proposta de transferir sua população árabe para o estado árabe vizinho, e um estado árabe a ser anexado à Jordânia. A proposta foi rejeitada pelos árabes. Os 2 principais líderes judeus, Chaim Weizmann e Ben-Gurion, convenceram o Congresso Sionista a aprovar as recomendações de Peel como base para mais negociações. Na esteira da recomendação da Comissão Peel, uma revolta armada se espalhou pelo país. Nos 18 meses seguintes, os britânicos perderam o controle de Jerusalém, Nablus e Hebron. As forças britânicas, apoiadas por 6.000 policiais auxiliares judeus armados, reprimiram os tumultos generalizados com força esmagadora.
O oficial britânico Charles Orde Wingate, em setembro de 1936, ele foi designado para um cargo de oficial de estado-maior no Mandato Britânico da Palestina e tornou-se oficial de inteligência. Wingate envolveu-se politicamente com vários líderes sionistas e tornou-se ele próprio um fervoroso sionista. Ele formulou a ideia de formar pequenas unidades de assalto de comandos judeus liderados pelos britânicos, armados com granadas e armas leves de infantaria, para combater a revolta árabe. Ele organizou Esquadrões Noturnos Especiais compostos por soldados britânicos e voluntários judeus como Yigal Alon, que "obtiveram sucessos significativos contra os palestinos árabes na baixa Galiléia e no vale de Jezreel" conduzindo ataques a aldeias e vilas árabes. Os britânicos mobilizaram até 20.000 judeus (policiais, tropas de campo e esquadrões noturnos). As milícias judaicas Stern Gang e Irgun usaram violência também contra civis, atacando mercados, casas e ônibus.
A revolta resultou na morte de 5.000 palestinos e no ferimento de 10.000. No total, 10% da população masculina adulta foi morta, ferida, presa ou exilada. A população judaica teve 400 mortos e os britânicos 200 mortos. Significativamente, de 1936 a 1945, ao passo que estabeleciam acordos de segurança colaborativos com a Agência Judaica, os britânicos confiscaram 13.200 armas de fogo de árabes e somente 521 armas de judeus.

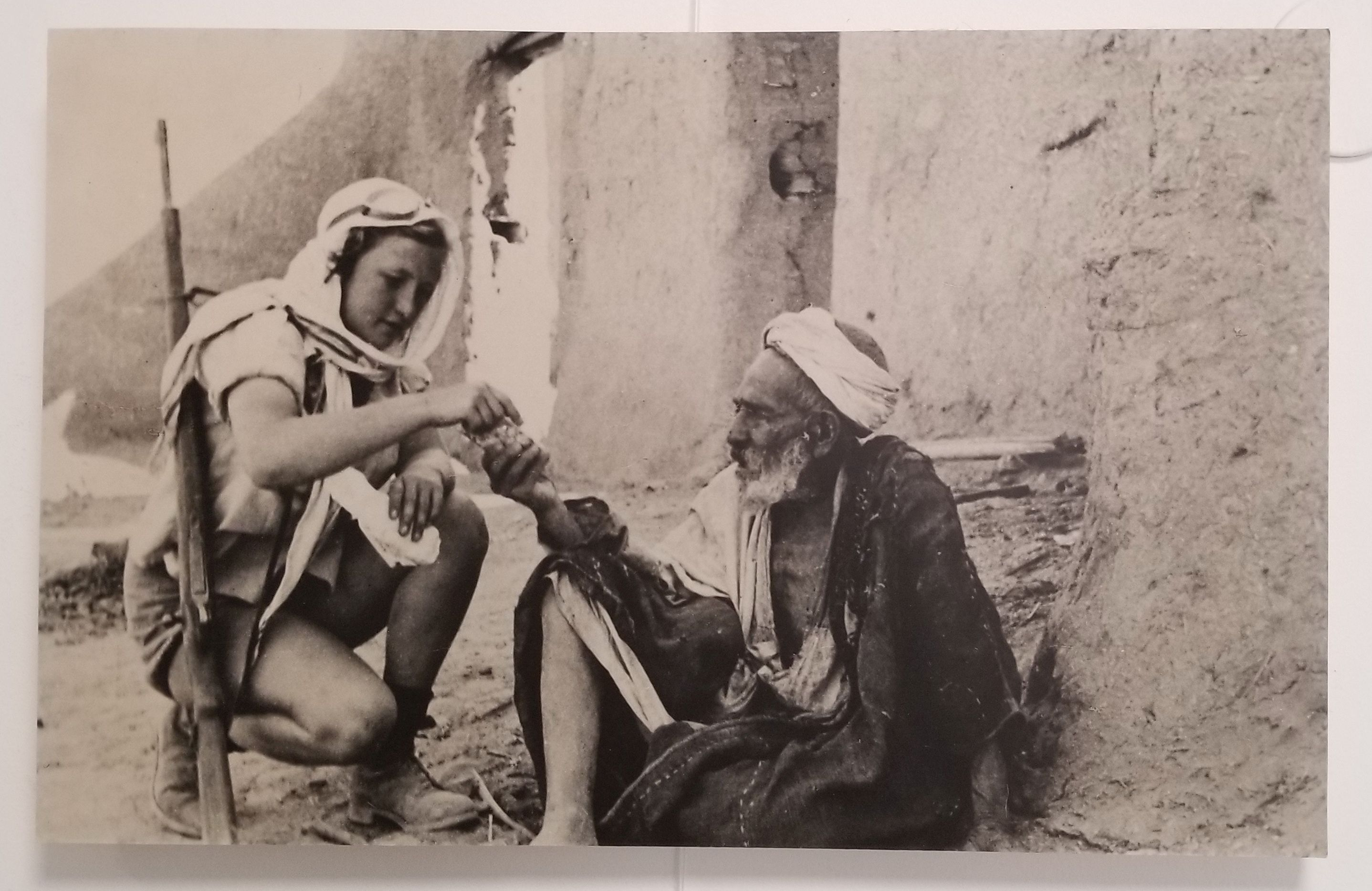
Uma soldado da Brigada Yiftach aceita um cigarro de um residente árabe local após a captura de Lida, 1948.

Haganah (hebraico: הַהֲגָנָה ha-Haganah, lit. 'A Defesa') a principal organização paramilitar sionista que operava para o Yishuv no Mandato Britânico para a Palestina. Foi fundada em 1920 para defender a presença do Yishuv na região. Uma onda massiva de imigração judaica como resultado da perseguição do regime nazista na Alemanha elevou a população judaica na Palestina de apenas 18 por cento do total em 1932 para mais de 31 por cento em 1939. Isto proporcionou a massa crítica demográfica e a mão de obra militar para o Haganah que eram necessária para a limpeza étnica da Palestina em 1948. A expulsão de mais de metade da população árabe do país, primeiro pelas milícias sionistas e depois pelo exército israelita, completou o triunfo militar e político do sionismo.
O  Mandato Britânico para a limpeza étnica da Palestina tiveram três efeitos duradouros: primeiro, levaram à formação e ao desenvolvimento de milícias clandestinas judaicas que se revelariam decisivas em 1948. Em segundo lugar, tornou-se claro que as duas comunidades não podiam ser reconciliadas, e a ideia da partição nasceu. Em terceiro lugar, os britânicos responderam à oposição árabe com o Livro Branco de 1939, que restringiu severamente a compra e a imigração de terras tomadas pelos judeus. Contudo, com o advento da Segunda Guerra Mundial, mesmo esta reduzida quota de imigração não foi alcançada. A política do Livro Branco também radicalizou segmentos da população judaica, que depois da guerra já não cooperariam com os britânicos.
A revolta teve um efeito negativo na liderança nacional palestiniana, na coesão social e nas capacidades militares e contribuiu para o resultado da Guerra de 1948 porque "quando os palestinianos enfrentaram o seu desafio mais fatídico em 1947-49, ainda sofriam com a repressão britânica de 1936 –39, e estavam efetivamente sem uma liderança unificada. Na verdade, pode-se argumentar que eles estavam virtualmente sem qualquer liderança".

### Nacionalismo árabe
O nacionalismo árabe (em árabe: القومية العربية, translit. al-qawmīya al-ʿarabīya) é uma ideologia política que afirma que os árabes constituem uma única nação. Embora o nacionalismo árabe, pelo menos numa forma inicial, e o nacionalismo sírio fossem as tendências dominantes, juntamente com a lealdade contínua ao Estado otomano, a política palestina foi marcada por uma reação à predominância estrangeira e ao crescimento da imigração estrangeira, particularmente sionista.
Ao longo do período do Mandato, alguns residentes árabes da Palestina preferiram um futuro como parte de uma nação árabe mais ampla, geralmente concretizada como uma nação da Grande Síria (para incluir o que hoje são a Síria, o Líbano, a Jordânia, Israel, a Cisjordânia e Gaza) ou um Estado árabe unificado incluindo o que hoje são a Jordânia, Israel, Gaza e a Cisjordânia.

## Êxodo Palestino (1948-1949)
Em 1947, as Nações Unidas aceitaram a responsabilidade de encontrar uma solução justa para a questão palestina, e ainda hoje lutam com esta tarefa. Décadas de conflitos e argumentos político-jurídicos turvaram as questões básicas e obscureceram as origens e a evolução do problema palestino. O problema da Palestina alargou-se rapidamente para a disputa no Médio Oriente entre os Estados Árabes e Israel. Desde 1948 tem havido guerras e destruição, forçando milhões de palestinos ao exílio, e envolvendo as Nações Unidas numa procura contínua de uma solução para um problema que passou a possuir o potencial de ser uma importante fonte de perigo para a paz mundial. Rapidamente, quando o povo palestino foi expulso das suas casas e terras e perdeu a sua pátria, em favor do estabelecimento do Estado Judeu, o problema se alargou para a disputa no Médio Oriente entre os Estados Árabes e Israel. Desde 1948 tem havido expansão israelita, guerras e destruição, forçando milhões de palestinos ao exílio em 1948 e envolvendo as Nações Unidas numa procura contínua de uma solução para um problema que passou a possuir o potencial de ser uma importante fonte de perigo para a paz mundial.
O êxodo palestino de 1948 refere-se à fuga de refugiados dos ataques israelenses de árabes palestinos durante e após a Guerra Árabe-Israelense de 1948. É referido pela maioria dos palestinos e árabes como Nakba (árabe: النكبة), que significa "desastre", "catástrofe" ou "cataclismo".

## Bibiografia
- Drummond, Dorothy Weitz (2004). Holy Land, Whose Land?: Modern Dilemma, Ancient Roots. Fairhurst Press. ISBN 0-9748233-2-5
- Howell, Mark (2007). What Did We Do to Deserve This? Palestinian Life under Occupation in the West Bank, Garnet Publishing. ISBN 1-85964-195-4
- Khalidi, Rashid (1997). Palestinian Identity: The Construction of Modern National Consciousness. New York, NY: Columbia University Press. ISBN 978-0-231-10514-9. LCCN 96045757. OCLC 35637858
- Khalidi, Rashid (2006). The Iron Cage: The Story of the Palestinian Struggle for Statehood, Houghton Mifflin. ISBN 0-8070-0308-5
- Kimmerling, Baruch (2003).  Politicide: Ariel Sharon's War Against the Palestinians. Verso. ISBN 1-85984-517-7
- Kimmerling, Baruch & Migdal, Joel S., 2003, The Palestinian People: A History, Harvard UP, ISBN 0-674-01129-5
- Porath, Yehoshua (1974). The Emergence of the Palestinian-Arab National Movement 1918–1929. London: Frank Cass and Co., Ltd. ISBN 0-7146-2939-1
- Porath, Yehoshua (1977). Palestinian Arab National Movement: From Riots to Rebellion: 1929–1939, vol. 2, London: Frank Cass and Co., Ltd.